# Agrigento
Agrigento (sicilijansko Girgenti ali Giurgenti) je mesto z okoli 60.000 prebivalci na južni obali Sicilije v Italiji in glavno mesto pokrajine Agrigento. Znan je kot mesto antičnega grškega mesta Akragas (Ἀκράγας, tudi Agrigentum ali Acragas v latinščini in Kirkent ali Jirjent v arabščini), in je bilo eno od vodilnih mest  Magne Graecie v zlatem dobu Antične Grčije z oceno prebivalstva v razponu od 200.000 do 800.000 pred letom 406 pr. n. št. 

## Zgodovina
Agrigento je bil ustanovljen na platoju s pogledom na morje, med dvema bližnjima rekama Hips (danes sv. Ana ali Drago) in Akraga in grebenom na severu, ki ponuja naravno utrdbo. Ustanovljen je bil okoli 582-580 pr. n. št. in je bil pripisan grškim kolonistom iz Gele, ki so ga poimenovali Akragas.
Akragas je hitro rasel in postal eno najbogatejših in najbolj znanih grških kolonij Magne Graecie. Pomemben je bil v 6. stoletju pod tiranoma Falarisom in Teronom in postal demokracija po strmoglavljenju Teronovega sina Trasideja. V tem času bi mesto lahko bilo veliko od 100.000 do 200.000 ljudi.  Čeprav je mesto v konfliktu med Atenami in Sirakuzami ostalo nevtralno, je bila demokracija porušena, ko so ga leta 406 pr. n. št. uničili Kartažani. Akragas nikoli ni v celoti obnovil svojega nekdanjega statusa, čeprav je v zadnjem delu 4. stoletja v določeni meri oživel pod Timoleonom.
Mesto je bilo predmet spora med Rimljani in Kartažani med prvo punsko vojno. Rimljani so leta 262 pred našim štetjem oblegali mesto in ga zajeli po tem, ko so leta 261 pr. n. št. premagali kartažanske sile in prebivalstvo prodali v suženjstvo. Čeprav so Kartažani ponovno prevzeli mesto leta 255 pr. n. št., je končno zavladal mir po Lutatiusovi  pogodbi kot Punska Sicilija in s tem je Akragas pripadel Rimu. Med drugo punsko vojno (218-201 pr. n. št.) sta se spet borila Rim in Kartagina za nadzor. Rimljani so leta 210 pr. n. št. zavzeli Akragas in ga preimenovali v Agrigentum, čeprav je po tem ostala stoletja večinoma grško govoreča skupnost. Mesto je spet postalo uspešno, njegovi prebivalci pa so po smrti Julija Cezarja leta 44 pr. n. št. dobili polno rimsko državljanstvo.
Po padcu Zahodnega rimskega cesarstva je mesto zaporedoma prešlo v roke Vandalov, Ostrogotskega kraljestva Italije in nato Bizantinskega cesarstva. V tem obdobju so prebivalci Agrigentuma večinoma opustili spodnje dele mesta in se preselili v nekdanjo akropolo na vrhu hriba. Razlogi za to potezo so nejasni, vendar so bili verjetno povezani z uničujočimi obalnimi napadi Saracenov in drugih narodov v tem času. Leta 828 so Saraceni zajeli oslabljen ostanek mesta; arabska oblika imena je postala كركنت Kirkant ali حرحنت Jirjant.
Po normanskem osvajanju Sicilije je mesto spremenilo ime v Girgenti.  Leta 1087 je normanski grof Roger I. ustanovil v mestu latinsko škofijo. Normani so zgradili grad Castello di Agrigento za nadzor območja. Prebivalstvo se je v srednjeveškem obdobju zmanjšalo, a je po osemnajstem stoletju ponovno oživilo.
Leta 1860 so prebivalci podprli prihod Giuseppeja Garibaldija v času ekspedicije tisočih (eden najbolj dramatičnih dogodkov združitve Italije), ki je označila konec vladavine Burbonov.  Leta 1927 je Benito Mussolini z "dekretom 159, 12. julija 1927"  uvedel sedanjo italijansko različico imena . Mesto je med drugo svetovno vojno utrpelo številne uničujoče bombne napade.

## Geografija
Mesto se nahaja na nadmorski višini 213 m, na skalnatem pobočju, ki je strmo proti vzhodu, na sever ter proti zahodu obkrožen z dvema rekama, sv. Anna ali Drago in sv. Biagio. Ti se združita pod mestom na pol poti do morja.
Urbano območje je razdeljeno z globoko dolino na dve polovici, od tega se severovzhodni del dvigne do 328 m, jugovzhodno do 351 m nad morjem. Akropola se nahaja v severozahodnem delu. Urbano območje v obliki nepravilnega pravokotnika pokriva površino približno 450 hektarjev. Skupna površina občine je 244 km², gostota prebivalstva pa je 217 prebivalcev/km².
Sosednje skupnosti so Aragona, Cattolica Eraclea, Favara, Joppolo Giancaxio, Montallegro, Naro, Palma di Montechiaro, Porto Empedocle, Raffadali, Realmonte, Sant’Angelo Muxaro in Siculiana.

## Gospodarstvo
Agrigento je glavno turistično središče zaradi izjemno bogate arheološke zapuščine. Prav tako služi kot kmetijski center za okoliško regijo. Žveplo in pepeliko so kopali lokalno vse od minojskih časov do 1970-ih in ju izvažali po vsem svetu iz bližnjega pristanišča Porto Empedocle (imenovano po filozofu Empedokleju, ki je živel v antičnem Akragahu). Stopnja brezposelnosti v Agrigentu je bila leta 2010 enaka 19,2%, skoraj dvakratnik  nacionalnega povprečja.

## Znamenitosti
Antični Akragas je pokrival ogromno območje – veliko ga je še danes neodkritega - vendar ga ponazarja znamenita Dolina templjev (Valle dei Templi), napačna oznaka, saj gre za greben, ne pa za dolino). Obsega veliko sveto območje na južni strani starodavnega mesta, kjer je bilo v šestem in petem stoletju pred našim štetjem zgrajenih sedem monumentalnih grških templjev v dorskem slogu. Zdaj izkopani in delno obnovljeni, predstavljajo nekatere največje in najbolje ohranjene starodavne grške stavbe zunaj same Grčije. Navedeni so na seznamu svetovne dediščine.
Najbolje ohranjeni templji sta dve zelo podobni stavbi, ki se tradicionalno pripisujeta boginjam Junoni Laciniji in Konkordiji (čeprav arheologi menijo, da je ta atribucija nepravilna). Slednji tempelj je izjemno nedotaknjen, ker je bil leta 597 preoblikovan v krščansko cerkev. Oba sta bila zgrajena s peripteralno obliko heksastila. Območje okrog templja Konkordije je kasneje v zgodnjem krščanskem obdobju ponovno uporabljeno za katakombe, z grobovi, ki so bili izklesani v skalne pečine in izdanke.
Drugi templji so precej bolj razdrobljeni, že zdavnaj so jih poškodovali potresi in uporaba kot kamnolom za druge zgradbe. Daleč največji je tempelj olimpskega Zevsa, ki je bil zgrajen v spomin na bitko pri Himeri leta 480 pr. n. št.: bil naj bi največji dorski tempelj, ki je bil doslej zgrajen. Čeprav je bil očitno uporabljen se zdi, da ni bil dokončan; gradnja je bila opuščena po invaziji Kartažanov leta 406 pr. n. št.
Ostanki templja so v 18. stoletju v veliki meri izkoristili kot kamnolom, da bi zgradili valobrane v Porto Empedocle. Templji posvečeni Hefajstu, Herakleju in Asklepiju, so bili tudi zgrajeni na svetem območju, kjer so še svetišče Demetre in Perzefone (prej poznano kot tempelj Kastorja in Poluksa); znaki požarov, ki so jih zanetili Kartažani leta 406 pr. n. št., so še vedno vidni.
V mestu in okoli njega so številni drugi helenistični in rimski kraji. Tu je pred-helensko jamsko svetišče v bližini Demetrinega templja, nad katerim je bila zgrajena cerkev San Biagio. Pozno helenistični nagrobni spomenik, ki je bil napačno označen kot »Teronova grobnica«, leži tik izven svetega območja in heroon (junaško svetišče) iz 1. st. n. št. je na severu priključeno cerkvici San Nicole iz 13. stoletja. Prav tako je bilo izkopano veliko območje grško-rimskega mesta, še vedno pa obstaja več klasičnih nekropol in kamnolomov.
Veliko današnjega Agrigenta je moderno, vendar še vedno ohranja vrsto srednjeveških in baročnih stavb. Med njimi so stolnica iz 14. stoletja in cerkev Santa Maria dei Greci iz 13. stoletja, ki stoji na mestu starega grškega templja (od tod tudi ime). Mesto ima tudi pomemben arheološki muzej, ki prikazuje najdbe antičnega mesta.

## Pomembni ljudje
- Empedoklej, grški pre-sokratski filozof je bil meščan antičnega Akragasa
- Paolo Girgenti (1767 - 1815), slikar v Neaplju, predsednik Neapeljske akademije lepih umetnosti, rojen v Agrigentu
- Luigi Pirandello, dramatik in nobelov nagrajenec za literaturo. Rojen v contradi u Càvusu v Agrigentu.

## Mednarodne povezave
Agrigento je pobraten z:
- Tampa, Florida (ZDA)[10]
- Valenciennes, Francija
- Perm, Rusija[11][12]